# 14230 Маріяхайнс
14230 Маріяхайнс (14230 Mariahines) — астероїд головного поясу, відкритий 7 грудня 1999 року.
Тіссеранів параметр щодо Юпітера — 3,657.